# Ђорђе Радуловић
Ђорђе Радуловић (Подгорица, 1984) јесте црногорски дипломата и политиколог. Био је министар спољних послова у Влади Здравка Кривокапића.

## Биографија
Радуловић је рођен 1984. године у Подгорици која је тада била део Социјалистичке Федеративне Републике Југославије. У Подгорици је завршио гимназију а дипломирао је на Факултету политичких наука Универзитета Црне Горе.
Од 2010. до 2011. године био је запослен у редакцији портала МОНДО на пословима пружања техничке веб и вап подршке.
Од 2011. године запослен је у Министарству спољних послова, прво као аташе у Генералном директорату за билатералне послове, гдје је обављао дужности у Дирекцији за сусједне земље, као и у Дирекцији за Европу и ЗНД. Од септембра 2013. на позив државног секретара за политичка питања амбасадора Владимира Радуловића, преузима дужности у његовом кабинету, паралелно задржавајући портфолио из домена Генералног директората за билатералне послове.
Од 2013. до 2016. био је секретар у Кабинету државног секретара за политичка питања, а од 2017. до 2020, био је отправник послова па замјеник црногорског амбасадора у Румунији.
Такође је био директор Дирекције за европску сусједску политику у Министарству спољних послова, а од 2020. директор је Дирекције за Европску унију у истом министарству.
Од 2012. до 2014. године био је асистент на Универзитету Доња Горица гдје је запослен на препоруку амбасадора Црне Горе у Русији Зорана Јоцовића, који је у том периоду био предавач на истом факултету.
Радуловић говори енглески и руски, а служи се њемачким језиком.